# Motorola RAZR2 V9
Motorola RAZR2 V9 (внутреннее название Mahogany) — имиджевый мобильный телефон третьего поколения от фирмы Motorola, выпущенный в мае 2007 года. Презентация прошла в Лондоне.
 
В отличие от Motorola RAZR2 V8 телефон ориентирован для работы в сетях 3G / HSDPA. Motorola V9m, поддерживает стандарт EVDO CDMA. Телефон выполнен в цельнометаллическом корпусе, выполненном по технологии литья под давлением. Часто распространяется в бордовом оттенке корпуса, что подчеркивает направленность этой модели на женскую аудиторию.
| Общие характеристики                        | Общие характеристики |
| ------------------------------------------- | --- |
| Габариты                                    | 103x53x13.3 |
| Диапазоны частот                            | GSM 850/900/1800/1900, HSDPA |
| Тип корпуса                                 | раскладушка |
| Конструкция                                 | джойстик |
| Антенна                                     | встроенная |
| Звонки                                      | |
| Тип мелодий                                 | 24-голосная полифония MIDI, MP3-мелодии |
| Число мелодий                               | 32 |
| Виброзвонок                                 | есть |
| Редактор мелодий                            | есть |
| Связь                                       | |
| Интерфейсы                                  | USB с поддержкой режима Mass Storage, Bluetooth 2.0 с поддержкой A2DP |
| Доступ в интернет                           | WAP 2.0, GPRS, POP/SMTP-клиент |
| Модем                                       | есть |
| Синхронизация с компьютером                 | есть |
| Сообщения                                   | |
| Дополнительные функции SMS                  | ввод текста со словарем |
| MMS                                         | есть |
| EMS                                         | есть |
| Другие функции                              | |
| Громкая связь (встроенный динамик)          | с поддержкой технологим CrystalTalk |
| Управление                                  | голосовой набор, голосовое управление |
| Звуковая индикация времени разговора        | есть |
| Режимы кодирования звука HR, FR, EFR        | есть |
| Экран                                       | |
| Тип экрана                                  | цветной TFT экран, 262000 цветов |
| Размер изображения                          | 240x320 пикс. |
| Дополнительный экран                        | есть, цветной, 262000 цветов, 240x320 пикc. |
| Русификация                                 | есть |
| Индикация                                   | стоимости разговора, времени разговора, время, линия |
| Мультимедийные возможности                  | |
| Встроенная фотокамера                       | 1600x1200 (2 млн пикс.), цифровой Zoom 8x |
| Запись видеороликов                         | есть |
| Аудио                                       | поддержка MP3 |
| Диктофон                                    | есть |
| Игры                                        | есть |
| Java-приложения                             | есть |
| Объём встроенной памяти                     | 64 МБ, доступно пользователю 50 МБ, слот для внешней microSD до 4Гб |
| Записная книжка и органайзер                | |
| Записная книжка в аппарате                  | 1000 номеров |
| Обмен между SIM-картой и внутренней памятью | есть |
| Органайзер                                  | будильник, калькулятор, планировщик задач |
| Дополнительная информация                   | |
| Комплектация                                | телефон, аккумулятор, зарядное устройство, адаптер (микро-USB) переходник для зарядного устройства, проводная Стерео-гарнитура с клавишей активизации, микро-USB кабель, диск ПО, инструкция |
| Особенности                                 | телефон изготовлен из сплава, клавиатура выполнена из сплава(одним листом); micro-USB разъём;                                                                                                |

## Похожие модели
- Motorola RAZR2 V8
- Motorola RAZR V3i
- Motorola RAZR V3c